# Rich Costey
Rich Costey är en amerikansk skivproducent, ljudingenjör, och mixare. Han har arbetat med flera band, bland annat Muse, Franz Ferdinand, Audioslave och Glasvegas.